# 센생드니주의 캉통
프랑스 센생드니주에는 총 21개의 캉통이 속해 있다. 2015년 3월 행정구역 총개편으로 인해 현재는 다음과 같이 설치되어 있다.
- 오베르빌리에르
- 올네수부아
- 바뇰레
- 르블랑메닐
- 보비니
- 봉디
- 라쿠르뇌브
- 드랑시
- 에피네쉬르센
- 가니
- 리브리가르강
- 몽트뢰유 1
- 몽트뢰유 2
- 누아지르그랑
- 팡탱
- 생드니 1
- 생드니 2
- 생캉
- 세브랑
- 트랑블레양프랑스
- 빌몽블